# ید بیضا
ید بیضاء، یکی از ۹ معجزه‌ای است که به یکی از رسولان خدا، موسی نسبت داده شده‌است.
در این معجزه، موسی برای هدایت قومش، دستش را در گریبان خود می‌کند و وقتی که آن را بیرون می‌آورد و به مردم نشان می‌دهد، دستش نورانی و درخشان گردیده. این معجزه هم در تورات و هم در قرآن ذکر شده‌است. 
طبق آیات قرآن، این معجزه یکبار در حضور فرعون؛ و یکبار قبل از ملاقات با فرعون (برای آمادگی موسی) انجام شده‌است.
آیات مهم در رابطه با معجزۀ ید بیضاء، عبارتند از:
وَنَزَعَ یَدَهُ فَإِذَا هِیَ بَیْضَاءُ لِلنَّاظِرِینَ  -   (و دست خود را بیرون آورد، پس ناگهان آن برای بینندگان سفید و درخشان شد)— قرآن کریم؛  سورۀ اعراف، آیۀ ۱۰۸ - سورۀ شعرا، آیۀ ۳۳
وَاضْمُمْ یَدَکَ إِلَی جَنَاحِکَ تَخْرُجْ بَیْضَاءَ مِنْ غَیْرِ سُوءٍ    -    (و دستت را به زیر بغلت بزن، سفید و درخشان بدون هیچ عیب بیرون آید)— قرآن کریم، سوره طه، آیه ۲۲
وَأَدْخِلْ یَدَکَ فِی جَیْبِکَ تَخْرُجْ بَیْضَاءَ مِنْ غَیْرِ سُوءٍ    -    (و دستت را در گریبانت ببر، سفید و درخشان بدون هیچ بیماری بیرون آید)— قرآن کریم، سوره نمل، آیه ۱۲

## نقد ها

### اختلاف مفسران بر درخشانی یا سفیدی دست موسی
در میان مفسران قرآن، بر سر درخشان شدن یا سفید شدن دست موسی، اختلاف است.
برخی از مفسران می‌گویند که پوست موسی گندم‌گون بوده‌است؛ و بعد از خارج کردن دست خود از گریبانش، پوست دست موسی کاملاََ سفید گشته و همین سبب تعجب دیگران شده‌بود.
اما برخی دیگر بر این باورند که این معجزه، به نحوی بود که دست موسی نورانی و درخشان گشته و از آن نور پراکنده می‌گشت؛ به‌گونه‌ای که این نور، برای تمامی بینندگان و فرعون قابل دیدن بود.برخی از منابع بر درستی این فرضیه حکایت دارند.

### تفاوت روایت در تورات و قرآن
در آیات قرآن، معجزۀ ید بیضاء، همیشه با کلمۀ «من غیر سوء» همراه بوده، که نشانه از این است که سفیدی (یا درخشانی) پوست موسی بخاطر هیچ‌گونه بیماری نبوده‌است؛ بلکه بخاطر معجزه از طرف خدا است.
اما متن تورات برخلاف این است و در آن از بیماری بَرَص (پیسی) ذکر شده است:
خداوند باز به او گفت: حال دستت را در بغلت فرو ببر. دستش را در بغلش فرو برد آن را بیرون آورد اینک دستش بَرَص گرفته، چون برف بود. -*- گفت: دستت را به بغلت بازگردان. دستش را به بغلش بازگردانید. آن را از بغلش بیرون آورد اینک مثل بدنش گردید.— تورات، سِفر خروج؛  باب ۴: فقره ۶ و ۷